# Njideka Harry
Pour les articles homonymes, voir Harry.
Njideka Françoise Harry est une entrepreneure nigériane, boursière de la Fondation Schwab pour l'entrepreneuriat social du Forum économique mondial et fondatrice de Youth for Technology.

## Enfance et formation
Harry est née à Ibadan d'un père nigérian et d'une mère américaine. Lorsque la guerre du Biafra a éclaté, son père a obtenu une bourse pour étudier aux États-Unis, où il a rencontré et épousé sa mère. Elle a obtenu son baccalauréat en administration des affaires en finance et en économie à l'Université du Massachusetts à Amherst,. Après avoir obtenu son diplôme, elle a commencé à travailler pour General Electric, et a vécu et travaillé en Europe et aux États-Unis. Harry a quitté GE et a commencé une carrière chez Microsoft, où elle a fondé YTF en 2000. C'est une organisation à but non lucratif qui utilise la technologie pour améliorer la vie des jeunes et des femmes dans les pays en développement. Harry est particulièrement préoccupée par l'état de l'éducation en Afrique car le système n'est pas seulement défectueux, mais obsolète. Elle envisage la technologie comme un catalyseur,. Elle est mariée à Telema Udemezue Harry, avec qui elle a trois filles.

## Carrière
Harry a fondé la Youth for Technology Foundation en 2001, financée par le Fonds d'investissement communautaire du gouvernement nigérian et le Programme des affaires communautaires de Microsoft. Elle a commencé une bourse Reuters Digital Vision à l'université Stanford en 2004. Elle a travaillé aux côtés de Megan Smith. Harry a été invitée à rejoindre le conseil d'administration du Community Technology Centres Network, où elle rencontre ses mentors Don Samuelson et Stephen Ronan. Elle a obtenu une maîtrise en administration des affaires à la Kellogg School of Management de la Northwestern University,. Elle a été inspirée par ses camarades de MBA pour étendre le YTF à la Colombie. YTF Academy enseigne aux jeunes et aux femmes à utiliser la technologie dans l'éducation et l'entrepreneuriat. En 2007, YTF a commencé à travailler dans le domaine de la technologie et de l'entrepreneuriat lorsque l'organisation s'est associée au Programme des Nations unies pour le développement pour lancer un programme de formation de femmes entrepreneurs dans le delta du Niger au Nigéria.
En 2011, elle a été nommée au sein de l'Ashoka Fellowship en tant que Ashoka Fellow . Elle a lancé Women Entrepreneurs and Mobile Value Added Services en 2012, qui offre des opportunités de financement, de formation et de réseautage à des milliers de jeunes femmes. Le programme est soutenu par Mastercard. Elle s'est associée à la Fondation Cherie Blair pour les femmes en 2013.
Harry est passionné par l'impression 3D. Elle a lancé 3D Africa, un programme éducatif qui offre une formation aux ingénieurs africains au chômage, en 2015. Les ingénieurs acquièrent des compétences en conception assistée par ordinateur, en robotique, en IoT, en programmation et en entrepreneuriat. Le programme a été financé par GE, Makerbot, Autodesk et WeTech (Women Enhancing Technology). Reconnaissant que les filles étaient réticentes à s'engager dans les clubs parascolaires, Harry a lancé "3D Africa for Girls" pour enseigner aux filles la conception et la production centrées sur l'humain. La Clinton Global Initiative a sélectionné YTF comme partenaire d'engagement (Fondation Clinton) en 2016 pour lancer une initiative offrant une formation à 6 000 filles non scolarisées au Nigeria. YTF collabore avec des écoles au Nigeria et au Kenya pour développer des espaces de création physiques et virtuels qui permettent aux jeunes entrepreneurs de prototyper leurs idées.
Harry est membre du conseil consultatif du conseil des femmes d'Afrique de l'Ouest et de l'entrepreneuriat et de la promotion de la préparation aux sciences et aux mathématiques,,,. Elle est boursière de la Fondation Schwab pour l'entrepreneuriat social du Forum économique mondial,,.